# Мелхиседек (Золотинский)
Епископ Мелхиседек (в миру Михаил Андреевич Золотинский; ок. 1788, Золотиха, Новоторжский уезд, Тверское наместничество — 24 сентября 1845, Екатеринбург) — епископ Русской православной церкви, епископ Екатеринбургский, викарий Пермской епархии.

## Биография
Родился в семье диакона села Золотихи Новоторжского уезда Тверского наместничества.
В 1811 году окончил курс Тверской духовной семинарии.
10 марта 1813 года назначен учителем Вышневолоцкого духовного приходского училища.
28 мая 1814 года рукоположён во диакона.
22 августа 1822 года поступил в Петербургскую духовную академию, которую окончил кандидатом богословия.
31 июля 1823 года пострижен в монашество.
В том же году 2 августа назначен инспектором Вологодской духовной семинарии; 5 августа рукоположён во иеромонаха.
С 24 августа 1824 года — архимандрит и настоятель Спасо-Каменного Духова монастыря Вологодской епархии.
С 22 декабря 1828 года — ректор Псковской духовной семинарии.
30 января 1829 года назначен настоятелем Спасо-Елеазарова монастыря Псковской епархии.
6 августа 1841 года хиротонисан во епископа Екатеринбургского, викария Пермской епархии.
Конфликтовал со своим правящим архиереем епископом Пермским Аркадием. Существует мнение, что в этом конфликте Мелхиседеку удалось привлечь на свою сторону горные и военные власти Екатеринбурга, которые были недовольны преимуществами Перми перед своим городом.
Скончался 24 сентября 1845 года. Погребён в кафедральном соборе.